# Synthiepop
Synthiepop (auch Synthie-Pop, Synth-Pop, Synthpop oder selten Technopop) bezeichnet eine in den 1970er Jahren aufgekommene Stilrichtung innerhalb der elektronischen Tanzmusik, deren wesentliches Merkmal die Verwendung elektronischer Instrumente (Synthesizer) als Stilelement ist. Akustische Instrumente wie Gitarren, Bassgitarren und Schlagzeug finden im Synthiepop, im Gegensatz zur Rockmusik, wenn überhaupt, nur eine marginale Verwendung. Jedoch sollten traditionelle Instrumente nicht einfach durch elektronische ersetzt werden (was schon durch die damals sehr hohen Preise und Größe der Geräte nicht sinnvoll war). Stattdessen wurde als Versuch damit begonnen, neue künstlerische Wege der Klanggestaltung und Stilschaffung zu gehen.
Neben Synthiepop werden auch die Begriffe „Elektropop“ und „Technopop“ verwendet, deren genaue Definition und Eingrenzung unterschiedlich diskutiert werden. Gemeint ist je nach musikalischem Schwerpunkt eine mit synthetischer Klangerzeugung und/oder Samplern produzierte Popmusik. Dennoch wird nicht jede elektronisch erzeugte Popmusik automatisch Synthiepop genannt. U.A. aus dem Synthiepop entwickelte sich das Genre Retrowave.

## Geschichte

### Die Anfänge (1970–1978)
Der Synthiepop ist ein – trotz erster Arbeiten von Terry Riley und Annette Peacock – im Wesentlichen in Europa entstandener Stil. Schon die Bands der deutschen Krautrock-Welle Ende der 1960er Jahre experimentierten mit Synthesizern und elektronischen Effekten; die Ergebnisse waren allerdings meist zu experimentell, um sie als Popmusik bezeichnen zu können. Auch in England mehrten sich Anfang der 1970er Jahre die Bands, die Synthesizer einsetzten (beispielsweise Emerson, Lake and Palmer oder Pink Floyd). Anzumerken ist jedoch, dass zu dieser Zeit elektronische Instrumente außergewöhnlich teuer waren und daher nicht für jede Band in Frage kamen.
Als erster wirklicher Elektropop-Hit wird die Single Popcorn von Hot Butter (1972) angesehen. Im selben Jahr erschien auch der von einem Moog-Synthesizer dominierte Hit Son of my father der Gruppe Chicory Tip, an dem u. a. Synthesizer-Pionier Giorgio Moroder als Komponist beteiligt war. Wesentlichen Einfluss auf die Entwicklung der Stilrichtung hatte vor allem aber die deutsche Band Kraftwerk, die zwar experimentell begonnen hatte, nach 1974 jedoch hauptsächlich eingängige Musik produzierte. Ihre Hits wie Autobahn, Das Model, Radioaktivität und Trans Europa Express machten die Band ebenso wie den neuartigen Musikstil international bekannt.

### Der „80er Pop“ (1978–1989)
Waren Synthesizer in den 1970er Jahren aufgrund ihres Preises nur wenigen Spitzenverdienern unter den Musikern vorbehalten, so kamen Ende der 1970er Jahre zunehmend (relativ) preiswertere und kompaktere Instrumente auf den Markt (vor allem der Hersteller ARP Instruments, KORG, Moog, Oberheim, Roland und Yamaha), die für einen größeren Kreis von Musikern erschwinglich wurden.
Die Folge war ein wahrer Boom von Synthesizer-Bands, die ihre Musik zunächst auf den ebenfalls in großer Zahl entstehenden Independent-Labels veröffentlichten. Viele dieser Bands beriefen sich eindeutig auf Kraftwerk, wobei aber ein Trend zu kompakteren, eingängigen und tanzbaren Songs erkennbar wurde. Als Vertreter dieser ersten großen Welle von Synthie-Interpreten (ca. 1978–82) wären Depeche Mode, Pet Shop Boys, OMD, The Buggles, New Order, Eurythmics, Soft Cell, Gary Numan, Blancmange, Yazoo, Ultravox und Visage zu nennen. Innerhalb der in England blühenden New-Wave-Bewegung entstanden Subkulturen wie die New Romantics oder Futurists, denen viele Synthiepop-Bands (vor allem seitens der Musikpresse) zeitweise zugeordnet wurden. Aus dieser Zeit stammt auch der Begriff Synthpop oder auch Synthiepop.
Anfang bis Mitte der 1980er erreichte der Synth-Pop seinen kommerziellen Höhepunkt mit Hits wie Fade To Grey von Visage, Sweet Dreams (Are Made of This) von Eurythmics, Tainted Love von Soft Cell, Blue Monday von New Order, Big in Japan von Alphaville, It's a sin von Pet Shop Boys, Smalltown Boy von Bronski Beat oder People Are People von Depeche Mode. Mittels des sogenannten Samplings konnten nun aus kurzen Geräuschaufnahmen eindrucksvolle Musikstücke produziert werden. In dieser Zeit entwickelten sich außerdem für Discotheken zugeschnittene Ableger des Synthiepops wie Italo Disco und Euro Disco.

### Niedergang und kurzzeitiges Revival (1990–1999)
Im Siegeszug der Techno-Bewegung wurde der Synth-Pop in den Untergrund zurückgedrängt. Dort führten vor allem Bands wie De/Vision, Second Decay, Elegant Machinery und Pitch Yarn of Matter den für die 1980er Jahre typischen Sound weiter. Mit dem Aufkommen immer leistungsstärkerer PCs ab Mitte der 1990er verschwanden die Keyboard-Synthesizer und Sampling-Maschinen zunehmend und somit auch allmählich der klassische Synth-Pop.
Gleichzeitig kam es zu einem kurzzeitigen Synthiepop-Revival, dem ein größerer Erfolg jedoch verwehrt blieb. Tonangebend waren hierbei vor allem schwedische und deutsche Labels wie October, mit Bands wie Children Within, Kiethevez, Vision System, Forbidden Colours und Statemachine, und Visage Records, mit Gruppen wie Daily Planet und Point of View.

### Wiederaufkommen in den 2010er-Jahren
In den 2010er Jahren kommt es zu einem Wiederaufkommen eines modernen Synthiepop, sowohl in den internationalen Hitparaden als auch in der Indie-Pop-Szene, aber auch zu einer Vermischung mit dem Genre Electro-House/Dance (z. B. bei Calvin Harris, Kesha oder LMFAO). Bekannte Vertreter und Interpreten dieses Retro-Trends sind Hurts, Børns, Donkeyboy, Capital Cities, Empire of the Sun, La Roux und Daði og Gagnamagnið. Bekannte Indie-Vertreter des Synthiepop abseits des Mainstreams sind u. a. Austra, Chvrches, M83, Passion Pit, Phoenix, Röyksopp, Breakbot, Awolnation und Light Asylum.

## Derivate
In der zweiten Hälfte der 1990er entwickelte sich in Verbindung mit Techno Trance eine Musikform, die um die Jahrtausendwende als Future Pop bekannt wurde und die Charts erreichte. Um 2001 wurde der Synthpop um Punk-Elemente erweitert, was zur Entstehung des Genres Electroclash führte. Synthiepop-Einflüsse finden sich zudem im modernen Synth Rock.
Die für die Entwicklung des Industrial Metal wegweisende Band Ministry wurde 1981 als Synthiepop-Band gegründet.

## Wegweisende Bands und Künstler
- A Flock of Seagulls
- Alphaville
- And One
- Anne Clark
- Blancmange
- Boytronic
- Bronski Beat
- The Buggles
- Camouflage
- Chicory Tip
- Depeche Mode
- De/Vision
- Duran Duran
- Erasure
- Eurythmics
- Larry Fast
- Fad Gadget
- Gary Numan
- Giorgio Moroder
- Heaven 17
- Howard Jones
- Hot Butter
- The Human League
- Kraftwerk
- Laskowy Mai
- Moskwa TV
- New Musik
- OMD
- Pet Shop Boys
- Propaganda
- Soft Cell
- Space
- Sparks
- Suicide
- Tears for Fears
- Twice a Man
- Talk Talk
- The Twins
- Ultravox
- Visage
- Wolfsheim
- Yazoo
- Yello